# 中谢福尔赛姆
中谢福尔赛姆（法語：Mittelschaeffolsheim，发音：[mitəl.ʃɛfɔlsaim]；德语：Mittelschäffolsheim），或纯音译作米特尔谢福尔赛姆，是法国下莱茵省的一个市镇，属于阿格诺-维桑堡区（Haguenau-Wissembourg）和布吕马特县（Brumath）。该市镇总面积2.64平方公里，2009年时的人口为517人。

## 地名
该地名Mittelschaeffolsheim来源于德语Mittelschäffolsheim，前缀“Mittel-”在德语中意为“中”，且省内亦有上谢福尔赛姆（Oberschaeffolsheim ，前缀“Ober-”在德语中意为“上”；此地或纯音译作“奥伯谢福尔赛姆”）与下谢福尔赛姆（Niederschaeffolsheim，前缀“Nieder-”在德语中意为“下”；此地或纯音译作“尼德谢福尔赛姆”）。

## 人口
中谢福尔赛姆人口变化图示